# Paracetopsis
Paracetopsis – rodzaj słodkowodnych ryb sumokształtnych z rodziny Cetopsidae. 

## Zasięg występowania
Północna część Ameryki Południowej – Peru, Ekwador.

## Klasyfikacja
Gatunki zaliczane do tego rodzaju:
- Paracetopsis atahualpa
- Paracetopsis bleekeri
- Paracetopsis esmeraldas

Gatunkiem typowym jest Paracetopsis bleekeri.